# Cấu trúc bậc bốn của protein

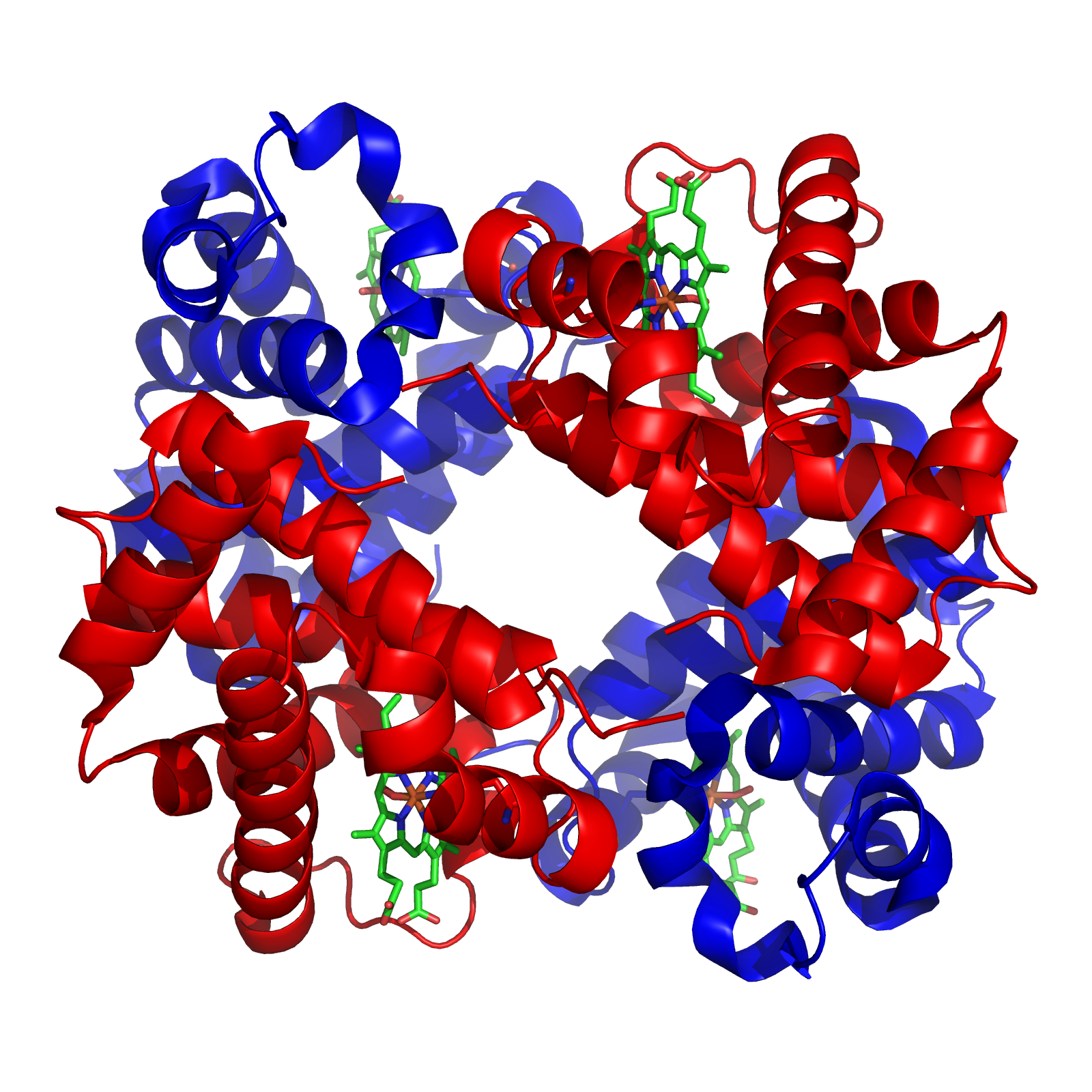
Cấu trúc bậc bốn kinh điển ở hemoglobin. Ta có thể nhìn thấy chuỗi α với màu xanh và β với màu đỏ, đó là các cấu trúc bậc ba tạo nên hemoglobin này.

Cấu trúc bậc bốn của protein là số lượng và sự sắp xếp của nhiều tiểu đơn vị protein đã cuộn gập (cấu trúc bậc ba) trong một phức hợp gồm nhiều tiểu đơn vị. Cấu trúc này bao gồm các tổ chức từ những phức kép đơn giản đến những oligomer lớn hoặc các phức hợp, với số lượng các tiểu đơn vị là cố định hoặc biến đổi. Ta cũng có thể tham khảo cấu trúc bậc bốn này với các phức hợp phân tử sinh học như protein với acid nucleic và các cofactor khác.

## Mô tả và ví dụ
Rất nhiều protein thực ra là cụm gồm nhiều chuỗi polypeptide. Cấu trúc bậc bốn đề cập đến số lượng và sự sắp xếp của các tiểu đơn vị protein có liên quan đến nhau. Ví dụ về các protein có cấu trúc bậc bốn có thể kể đến như hemoglobin, DNA polymerase và các kênh ion.
Enzyme gồm các tiểu đơn vị với các chức năng đa dạng đôi khi được gọi là holoenzyme, trong đó một số phần có thể gọi là tiểu đơn vị điều hòa và trung tâm hoạt tính được gọi là tiểu đơn vị xúc tác. Các sự tập hợp khác được gọi là các phức hợp đa protein cũng có cấu trúc bậc bốn. Ví dụ có thể nêu như nucleosome và vi ống. Những thay đổi trong cấu trúc bậc bốn có thể xảy ra thông qua các thay đổi về cấu hình trong các tiểu đơn vị riêng lẻ hoặc thông qua việc định hướng lại các tiểu đơn vị mà liên quan với nhau. Chính nhờ thông qua những thay đổi như vậy, đây cũng là nền tảng về hợp tác và điều hòa dị lập thể ở các enzyme "nhiều phần", mà nhiều protein trải qua điều hòa và thực hiện chức năng sinh lý của họ.
Định nghĩa trên đây là theo một cách tiếp cận cổ điển đến hóa sinh học, được thiết lập vào những thời điểm khi sự khác biệt giữa một protein và một đơn vị có tính protein (proteinaceous) có chức năng rất khó để tách bạch rõ ràng. Gần đây hơn, mọi người đề cập đến tương tác protein-protein khi thảo luận cấu trúc bậc bốn của protein và xem xét tất cả các nhóm protein như phức hợp protein.